# کانچو (آریزونا)
کانچو (به انگلیسی: Concho) یک منطقهٔ مسکونی در ایالات متحده آمریکا است که در شهرستان آپاچی، آریزونا واقع شده‌است. کانچو ۱٫۱۷ کیلومتر مربع مساحت و ۴٬۸۲۱ نفر جمعیت دارد و ۱٬۸۱۱٫۱۴ متر بالاتر از سطح دریا واقع شده‌است.